# Janne Schäfer
Janne Schäfer (Henstedt-Ulzburg, 28 de mayo de 1981) es una deportista alemana que compitió en natación, especialista en el estilo braza.
Ganó una medalla de plata en el Campeonato Mundial de Natación en Piscina Corta de 2000, dos medallas en el Campeonato Europeo de Natación, oro en 2008 y bronce en 1999, y quince medallas en el Campeonato Europeo de Natación en Piscina Corta entre los años 1999 y 2009.

## Palmarés internacional
| Campeonato Mundial en Piscina Corta | Campeonato Mundial en Piscina Corta | Campeonato Mundial en Piscina Corta | Campeonato Mundial en Piscina Corta |
| Año                                 | Lugar                               | Medalla                             | Prueba                              |
| ----------------------------------- | ----------------------------------- | ----------------------------------- | ----------------------------------- |
| 2000                                | Atenas (Grecia)                     | Medalla de plata                    | 4 × 100 m estilos                   |
| Campeonato Europeo                  |                                     |                                     |                                     |
| Año                                 | Lugar                               | Medalla                             | Prueba                              |
| 1999                                | Estambul (Turquía)                  | Medalla de bronce                   | 50 m braza                          |
| 2008                                | Eindhoven (Países Bajos)            | Medalla de oro                      | 50 m braza                          |
| Campeonato Europeo en Piscina Corta |                                     |                                     |                                     |
| Año                                 | Lugar                               | Medalla                             | Prueba                              |
| 1999                                | Lisboa (Portugal)                   | Medalla de plata                    | 4 × 50 m estilos                    |
| 1999                                | Lisboa (Portugal)                   | Medalla de bronce                   | 50 m braza                          |
| 2001                                | Amberes (Bélgica)                   | Medalla de plata                    | 50 m braza                          |
| 2001                                | Amberes (Bélgica)                   | Medalla de plata                    | 4 × 50 m estilos                    |
| 2002                                | Riesa (Alemania)                    | Medalla de bronce                   | 50 m braza                          |
| 2005                                | Trieste (Italia)                    | Medalla de oro                      | 50 m braza                          |
| 2005                                | Trieste (Italia)                    | Medalla de plata                    | 4 × 50 m estilos                    |
| 2006                                | Helsinki (Finlandia)                | Medalla de oro                      | 50 m braza                          |
| 2006                                | Helsinki (Finlandia)                | Medalla de oro                      | 4 × 50 m libre                      |
| 2006                                | Helsinki (Finlandia)                | Medalla de bronce                   | 100 m braza                         |
| 2007                                | Debrecen (Hungría)                  | Medalla de oro                      | 50 m braza                          |
| 2007                                | Debrecen (Hungría)                  | Medalla de oro                      | 4 × 50 m estilos                    |
| 2008                                | Rijeka (Croacia)                    | Medalla de plata                    | 50 m braza                          |
| 2008                                | Rijeka (Croacia)                    | Medalla de plata                    | 4 × 50 m estilos                    |
| 2009                                | Estambul (Turquía)                  | Medalla de bronce                   | 50 m braza                          |